# Contea di Banma
La contea di Banma (班玛县S, Bānmǎ XiànP) è una contea della Cina, situata nella provincia di Qinghai e amministrata dalla prefettura autonoma tibetana di Golog.